# مات تيلي
مات تيلي (بالإنجليزية: Matt Tilley)‏ هو مقدم تلفزيوني أسترالي، ولد في 4 مارس 1969 في ملبورن في أستراليا.